# Iciligorgia rubra
Iciligorgia rubra är en korallart som först beskrevs av Rudolf Albert von Kölliker 1870.  Iciligorgia rubra ingår i släktet Iciligorgia och familjen Anthothelidae. Inga underarter finns listade i Catalogue of Life.